# Geestemünde
Geestmünde é um distrito na parte sul do município Bremerhaven no estado Bremen. Fica a sul de onde o Geeste flui para o Weser, não muito longe de onde este último desaguar em o Mar do Norte. O distrito central faz fronteira com os distritos "Bremerhaven-Mitte" e "Bremerhaven-Lehe", a norte. Existe um grande porto de pesca no sul.

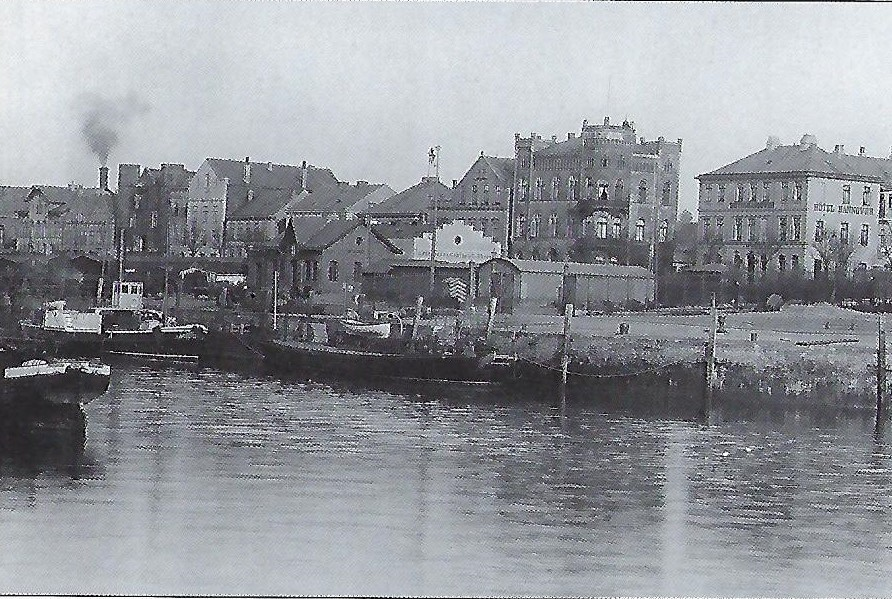
Södra Geestekaje (1890), com barracão e a rua "Am Deich", à direita Hotel Hannover

## História
Em 1827, a Cidade Hanseática Livre de Bremen adquiriu terras a norte do estuário Geeste e fundou um porto e a cidade de Bremerhaven. O porto recém-criado foi nomeado "Geestemünde" em 1847 e tornou-se uma zona franca. Na disputa entre a Província de Hanôver e a cidade hanseática livre de Bremen, que incluía grandes partes da área urbana de Bremerhaven, foi adoptada uma constituição da cidade em 1912. Um ano mais tarde, em 1913, Geesemünde recebeu os direitos da cidade e tornou-se uma cidade independente. Geestemünde e Lehe fundiram-se em 1924 para formar a nova cidade de Wesermünde. Tornou-se assim a terceira maior cidade da província de Hannover depois de Hannover e Osnabrück, incluindo o importante zona franca e porto de águas profundas. Após a dissolução dos estados federais, Bremerhaven foi anexada a Wesermünde em 1939, com excepção do porto, que se tornou parte de Bremen em 1938.
Durante Segunda Guerra Mundial, 52 ataques aéreos em Wesermünde e na zona portuária resultaram na destruição de 75% de todos os edifícios de Geestemünde. Em 1947, a cidade de Wesermünde e portanto também Geestemünde fundiu-se com Bremerhaven para formar o estado de Bremerhaven.

## Política
Bremerhaven (incluindo Geestemünde) tem uma câmara municipal de 49 membros. Elege também 15 membros da cidadania Bremen. A primeira conferência distrital de Geestemünde teve lugar a 8 de Setembro de 1993.
Todos os cidadãos mas também iniciativas, grupos, associações, escolas, paróquias e outras instituições podem, na conferência pública distrital de Geestemünde (STK) ou na conferência distrital de "Grünhöfe", ajudar a moldar o desenvolvimento do distrito de Geestemünde ou parte do distrito de "Grünhöfe", em oposição ao magistrado e ao câmara municipal representado em Bremerhaven. A primeira conferência distrital teve lugar em 8 September 1993, para Geestemünde, e em 1999 para "Grünhöfe".

## Personalidades
- Friedrich Busse (1835-1898), fundador da pesca de alto mar alemã, morreu em Geestemünde
- Os irmãos Hans Kohnert (1887-1967), e Gerhard Kohnert (1882-1962), homens de negócios e políticos, nasceram em Geestemünde.
- Rickmer Clasen Rickmers (1807-1886), proprietário do estaleiro em Geestemünde, etc., proprietário do navio
- Carl Rodenburg (1894-1992), tenente-general da Wehrmacht
- Georg Seebeck (1845-1928), proprietário do estaleiro